# Batowice
Batowice – wieś w Polsce położona w województwie małopolskim, w powiecie krakowskim, w gminie Zielonki.

## Położenie
Batowice położone są nad Dłubnią, lewym dopływem Wisły. Według regionalizacji fizycznogeograficznej obszar ten położony jest na Płaskowyżu Proszowickim (342.23), należącym do makroregionu Niecka Nidziańska (342.2), w podprowincji Wyżyna Małopolska (342).
Północna część miejscowości położona jest na terenie Dłubniańskiego Parku Krajobrazowego, a pozostała w otulinie tegoż parku, z wyjątkiem obszaru znajdującego się na południe od linii kolejowej nr 8 Kraków – Warszawa.
Pod względem administracyjnym wieś zlokalizowana jest w województwie małopolskim, w powiecie krakowskim, w gminie Zielonki, w jej południowo-wschodniej części, około 7,5 km w linii prostej na północny wschód od centrum Krakowa. Graniczy z następującymi jednostkami:
- miejscowością Raciborowice (gmina Michałowice) od północnego wschodu i wschodu,
- Dzielnicą XV Mistrzejowice miasta Kraków od południowego wschodu i południa,
- miejscowością Dziekanowice (gmina Zielonki) od zachodu i północy.

Biorąc pod uwagę powierzchnię wynoszącą 147,63 ha Batowice są jedną z mniejszych miejscowości w gminie Zielonki obejmującą 3,04% powierzchni gminy.
Najwyżej położony obszar wsi znajduje się na jej zachodnim skraju przy granicy z Dziekanowicami (w okolicy ul. Ogrodowej), na wysokości około 260 m n.p.m., najniższy na krańcu południowo-wschodnim na obszarze Zalewu Zesławickiego, na wysokości około 215 m n.p.m.
Pod względem historycznym Batowice były wsią dóbr prestymonialnych kapituły katedralnej krakowskiej położoną w powiecie proszowickim województwa krakowskiego w końcu XVI wieku. W latach 1975–1998 miejscowość administracyjnie należała do województwa krakowskiego.

## Etymologia
Nazwa Batowice (wcześniej Batowicze) pochodzi najprawdopodobniej od węgierskiego słowa batya oznaczającego stryja, względnie od osoby zwanej Bat (nazwa osobowa). Za pierwszą koncepcją przemawia prawdopodobna obecność w tych okolicach osadników lub jeńców węgierskich, co znalazło odzwierciedlenie w nazwach kilku innych, okolicznych wsi, wywodzących się, jak się przypuszcza, z języka węgierskiego (por.: Węgrzce, dawniej Vengerce – dosł. wieś Węgrów, Bibice od bibic – czajka, Bosutów od bosszu – zemsta, Boleń od bleny – tur, żubr).
W najstarszych źródłach wieś wzmiankowana była jako Bathouicze, Bantowicz, Bathow, Bathowycze.

## Historia

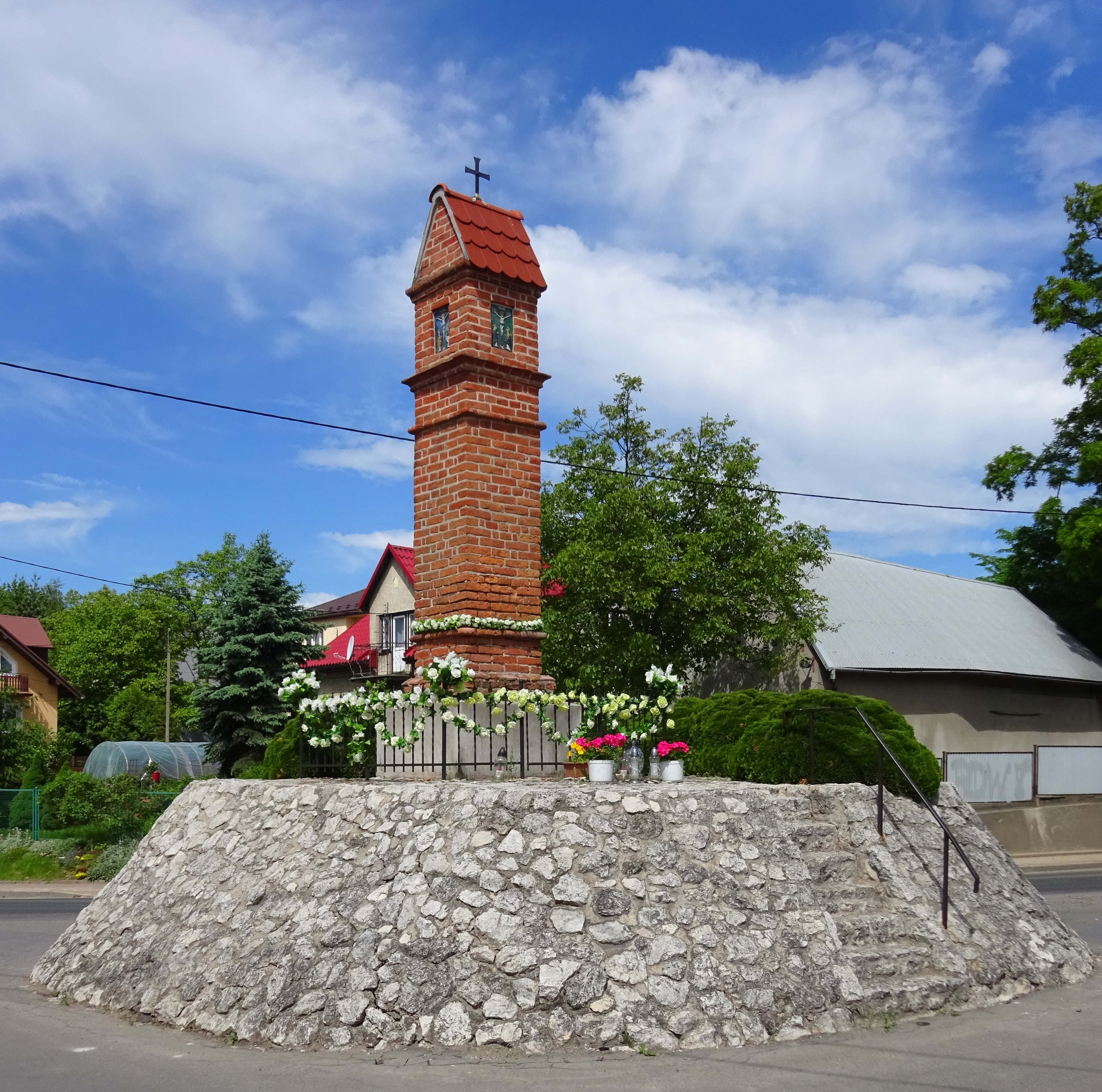
Ceglana kapliczka słupkowa z XVII wieku w centrum Batowic

Wieś wzmiankowana pierwszy raz w 1344 roku. Od początku podlegała parafii w Raciborowicach. Wieś stanowiła własność biskupów krakowskich do końca XVIII w., a następnie należała do kapituły krakowskiej. Natomiast w XIX w. Batowice należały do kanonika M. Dubieckiego, a później do rodziny Bieńkowskich. W XV w. w Batowicach znajdował się dwór z folwarkiem, młyn i karczma. W 1676 r. król Jan III Sobieski ustanowił w Batowicach cło na Dłubni.
W ramach Twierdzy Kraków w latach 1883–1885 na terenie wsi wzniesiono Fort Artyleryjski 48 „Batowice” zwrócony ku dolinie Dłubni. Ciekawostką jest usypanie podwójnych umocnień do obrony dna fosy, które są śladem wzmocnień fortów starego typu z początków XX w. W 1934 r. przez teren Batowic przeprowadzono odcinek linii kolejowej Kraków – Tunel, dzięki któremu Kraków uzyskał połączenie z Warszawą z pominięciem Śląska.
W Batowicach zachowała się niezwykła kapliczka słupowa z 1 poł. XVII w. ceglana z wmurowanymi w nią majolikowymi taflami ze sceną Ukrzyżowania. W zachowanym na terenie wsi dworze Batowickim w okresie międzywojennym znajdował się zakład dla nerwowo chorych, w czasie II wojny światowej Niemcy założyli tu szkołę dla dziewcząt, a obecnie mieści się w nim Dom Pomocy Społecznej.
Batowice częściowo (południowa część) zostały włączone do Krakowa w 1973 r. i stały się częścią dzielnicy administracyjnej Nowa Huta (obecnie to część Dzielnicy XV Mistrzejowice).
Od Batowic przyjął nazwę obecnie największy cmentarz w Krakowie zwany Batowickim, który znajduje się na terenie sąsiedniego Prądnika Czerwonego.
10 maja 1954 r. w miejscowości zmarł Józef Chełkowski, działacz społeczny i polityczny.

## Demografia
Od roku 2006 liczba mieszkańców Batowic stopniowo zmniejsza się, z poziomu ponad 500 do 391 osób. Trend spadkowy nasilił się w ostatnich latach.
Źródła danych oraz rodzaje (nazwy) i terminy spisów, jeśli dostępne:
- 1787[16];
- 1789[16] – Lustracja dymów i podanie ludności;
- 1808[17] – Spis wojskowy ludności Galicji;
- 1921[18] – Pierwszy Powszechny Spis Ludności – dane na 30. września;
- 1931[18] – Drugi Powszechny Spis Ludności – dane na 9. grudnia;
- 1988[19] – Narodowy Spis Powszechny 1988 – dane na 6. grudnia;
- 2002[19] – Narodowy Spis Powszechny Ludności i Mieszkań 2002 – dane na 20. maja;
- 2003, 2004 i 2006[20] oraz 2009–2024[3] – dane własne Urzędu gminy Zielonki na 31. grudnia danego roku.

## Oświata
Na obszarze miejscowości brak placówek zarejestrowanych w Rejestrze Szkół i Placówek Oświatowych.
Szkołą podstawową obejmującą swym obwodem Batowice jest Szkoła Podstawowa im. Stanisława Wyspiańskiego w Bibicach, zaś najbliższą Szkoła Podstawowa im. ks. Jana Długosza w Raciborowicach.